# حفل توزيع جوائز الغولدن غلوب الثالث والسبعون
'حفل جوائز الغولدن غلوب الثالث والسبعون'

10 يناير، 2016
فيلم - دراما: 

'العائد'
فيلم - موسيقي أو كوميدي: 

'المريخي'
مسلسل تلفزيوني - دراما: 

'السيد روبوت'
مسلسل تلفزيوني - موسيقي أو كوميدي: 

'موزارت في الغابة'
مسلسل تلفزيوني قصير أو فيلم تلفزيوني: 

'وولف هول'
حفل جوائز الغولدن غلوب الثالث والسبعون (بالإنجليزية: 73th Golden Globe Awards)‏ هو تكريم لأفضل الأعمال السينمائية والتلفزيونية لعام 2015 في حفل أُذيع على الهواء مباشرة في 10 يناير 2016 من ذا بيفرلي هيلتون الموجود في بيفرلي هيلز من الساعة (5-8) مساءً بالتوقيت المحلي على قناة هيئة الإذاعة الوطنية ودبي وان وإم بي سي 4 في الشرق الأوسط وشمال أفريقيا.

## الترشيحات والجوائز

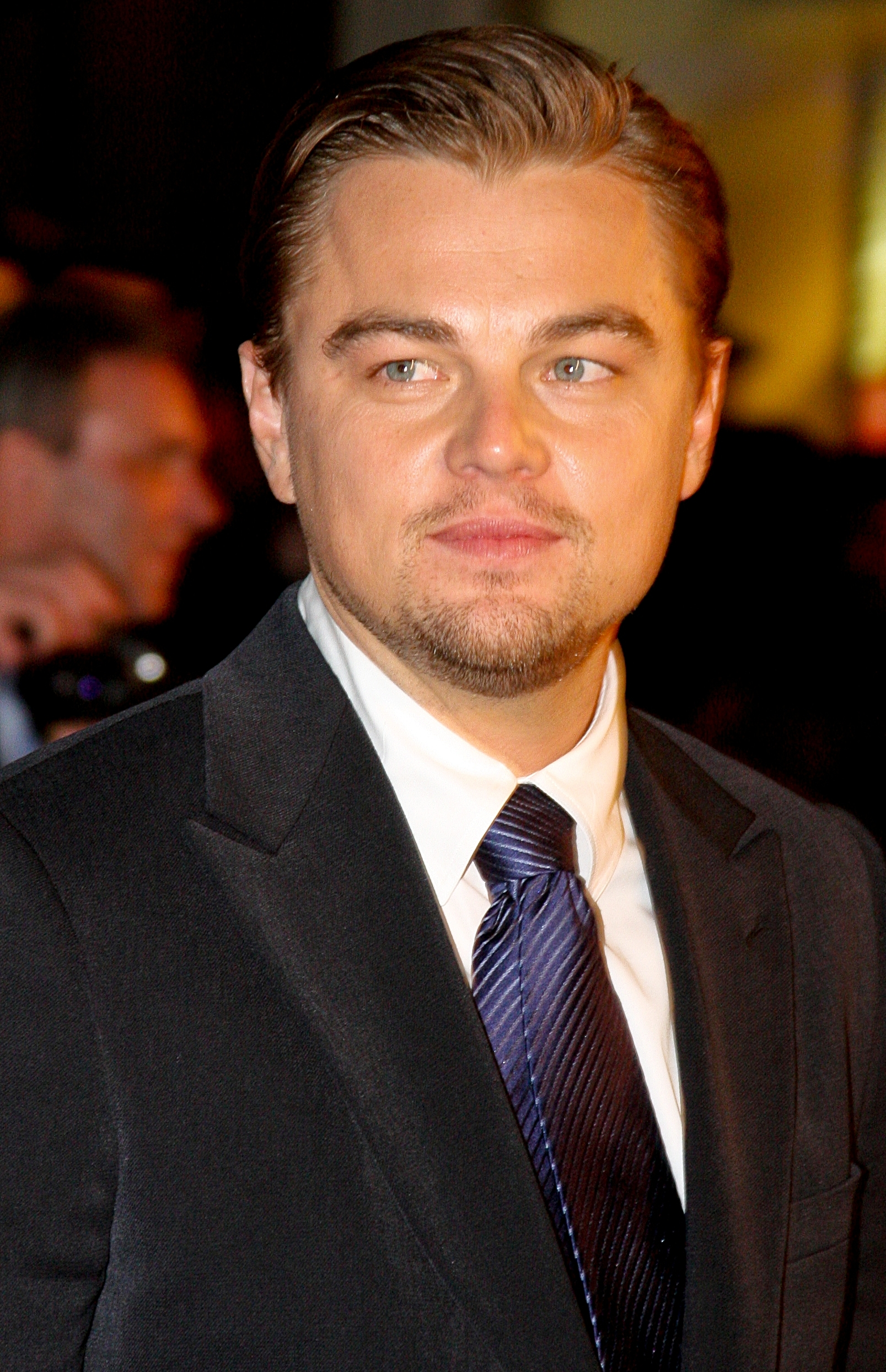
ليوناردو ديكابريو، الفائز بجائزة أفضل ممثل في فيلم - دراما

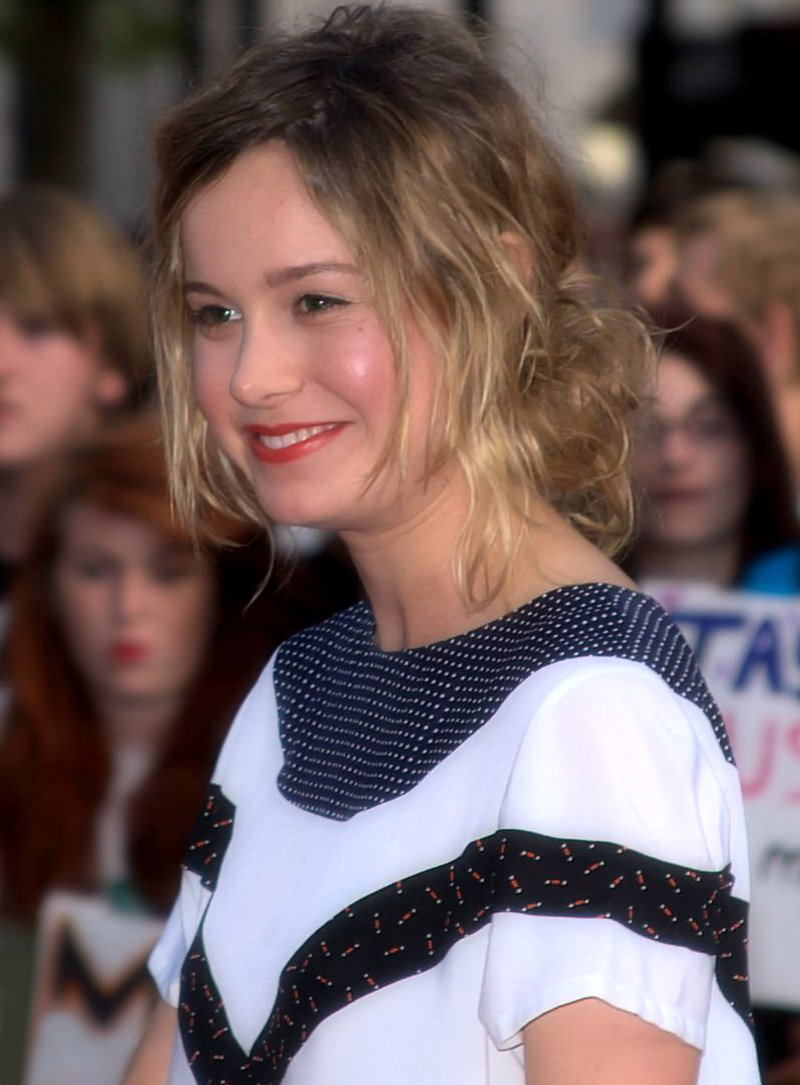
بري لارسون، الفائزة بجائزة أفضل ممثلة في فيلم – دراما

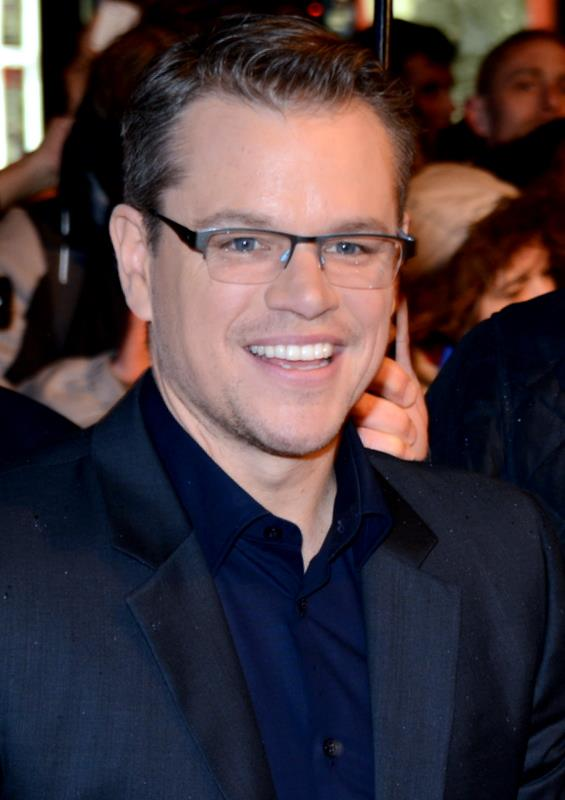
مات ديمون، الفائز بجائزة أفضل ممثل في فيلم – موسيقي أو كوميدي

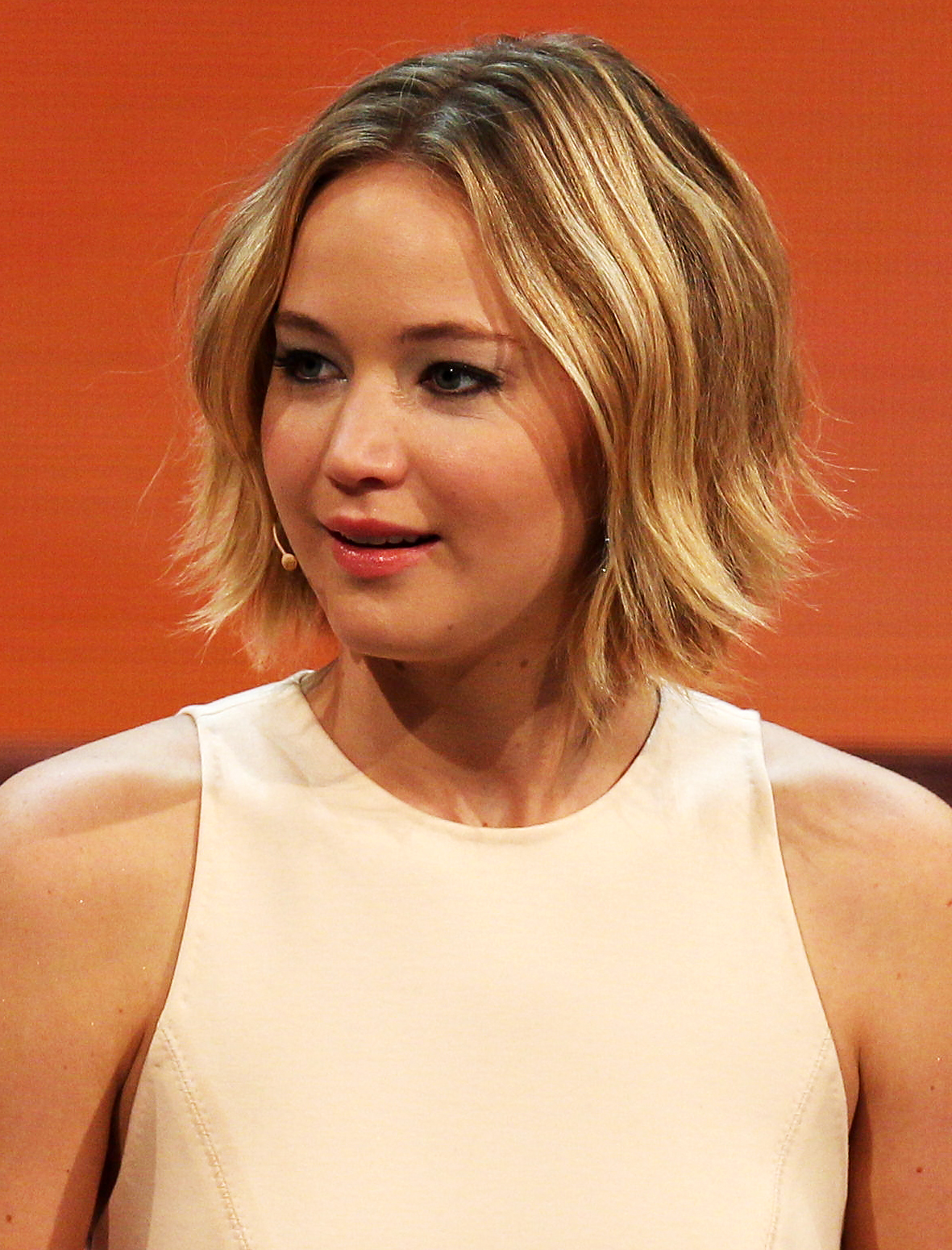
جينيفر لورنس، الفائزة بجائزة أفضل ممثلة في فيلم – موسيقي أو كوميدي

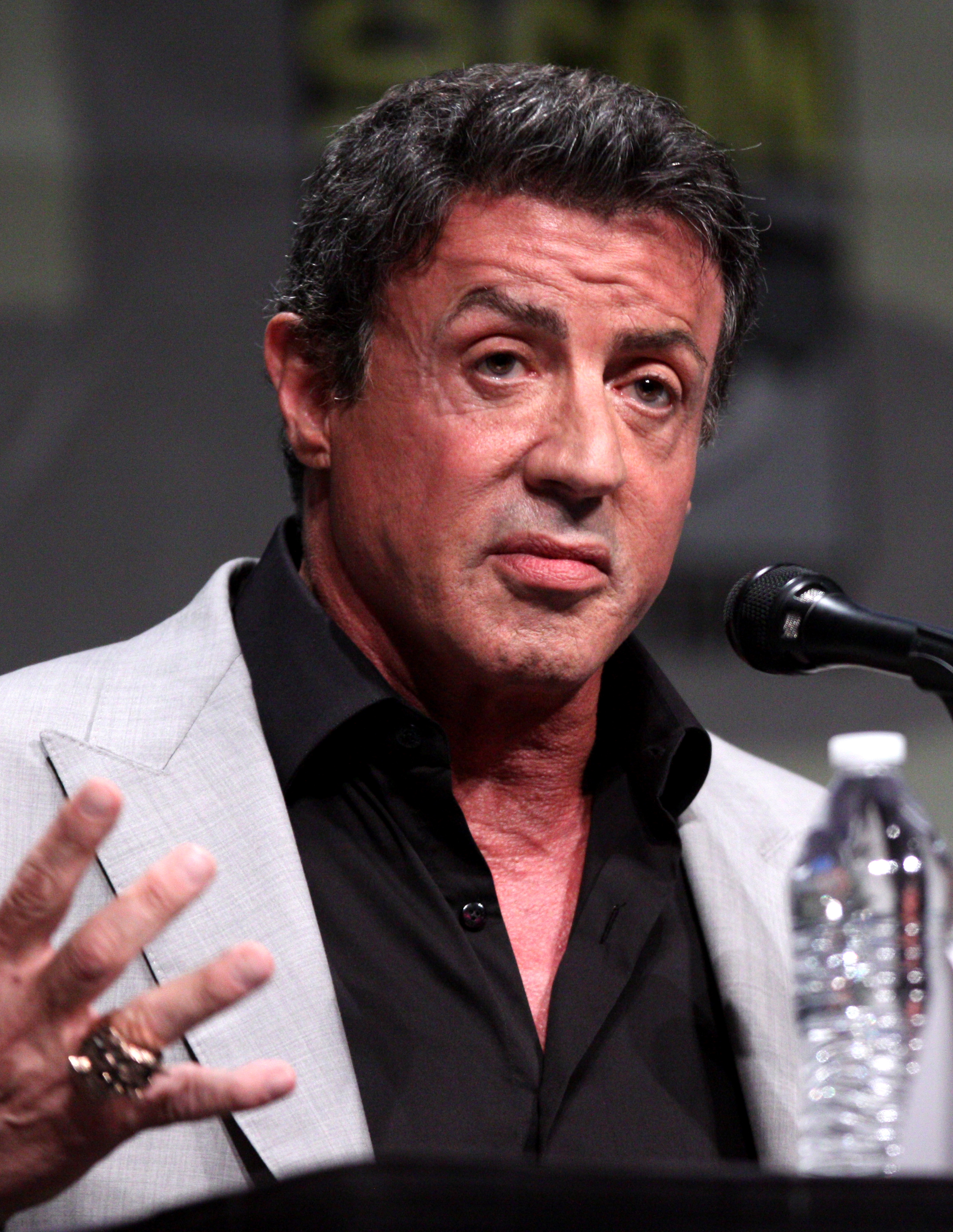
سيلفستر ستالون، الفائز بجائزة أفضل ممثل مساعد

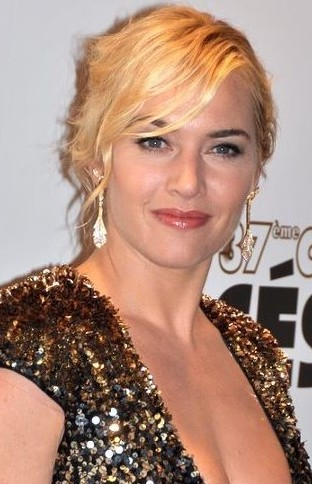
كيت وينسليت،، الفائزة بجائزة أفضل ممثلة مساعدة

هؤلاء هم المرشحين لجوائز الغولدن غلوب الثالث والسبعين. أسماء الفائزين تتصدر كل قائمة.

### الأفلام
| أفضل فيلم | أفضل فيلم |
| دراما | كوميدي أو موسيقي |
| --- | --- |
| - العائد - كارول - ماكس المجنون: طريق الغضب - غرفة - سبوت لايت | - المريخي - ذا بيج شورت - جوي - جاسوس - كارثة |
| أفضل أداء في فيلم - دراما | |
| ممثل | ممثلة |
| - ليوناردو دي كابريو – العائد بدور هيو غلاس - براين كرانستون – ترامبو بدور دالتون ترامبو - مايكل فاسبندر – ستيف جوبز بدور ستيف جوبز - إيدي ريدماين – الفتاة الدانماركية بدور ليلي إلب / اينار فيجنر - ويل سميث – ارتجاج في المخ بدور الدكتور بينيت أومالو | - بري لارسون – غرفة بدور Joy "Ma" Newsome - كيت بلانشيت – كارول بدور Carol Aird - روني مارا – كارول بدور Therese Belivet - سيرشا رونان – بروكلين بدور Eilis Lacey - أليسيا فيكاندير – الفتاة الدانماركية بدور غيردا ويغنر |
| أفضل أداء في فيلم - موسيقي أو كوميدي | |
| ممثل | ممثلة |
| - مات ديمون – المريخي بدور مارك واتني - كريستيان بيل – ذا بيج شورت بدور مايكل بيري - ستيف كارل – ذا بيج شورت بدور مارك باوم - آل باتشينو – داني كولينس بدور داني كولينس - مارك رافالو – دب قطبي بلا حدود بدور كام ستيوارت                                 | - جينيفر لورنس – جوي بدور Joy Mangano - ميليسا مكارثي – جاسوس بدور Susan Cooper / Carol Jenkins / Penny Morgan - إيمي شومر – كارثة بدور Amy Townsend - ماغي سميث – السيدة في الشاحنة بدور Miss Mary Shepherd / Margaret Fairchild - ليلي توملن – الجدة بدور Elle Reid                                                                                 |
| أفضل أداء دور مساعد في فيلم | |
| ممثل مساعد | ممثلة مساعدة |
| - سيلفستر ستالون – كريد بدور روكي بالبوا - بول دانو – حب ورحمة بدور براين ويلسون في شبابه - إدريس إلبا – وحوش بلا وطن بدور Commandant - مارك رايلانس – جسر الجواسيس بدور رودولف آبل - مايكل شانون – 99 منزلا بدور ريك كارفر                               | - كيت وينسليت – ستيف جوبز بدور جوانا هوفمان - جين فوندا – شباب بدور Brenda Morel - جينيفر جيسون لي – الحاقدون الثمانية بدور Daisy Domergue - هيلين ميرين – ترامبو بدور هيدا هوبر - أليسيا فيكاندير – إكس ماكينا بدور آفا |
| جوائز أخرى | |
| أفضل مخرج | أفضل سيناريو |
| - أليخاندرو غونزاليز إيناريتو – العائد - تود هينز – كارول - توماس مكارثي – سبوت لايت - جورج ميلر – ماكس المجنون: طريق الغضب - ريدلي سكوت – المريخي | - آرون سوركين – ستيف جوبز - إيما دونوغو – غرفة - توماس مكارثي وجوش سنغير – سبوت لايت - تشارلز راندولف وآدم مكاي – ذا بيج شورت - كوينتن تارانتينو – الحاقدون الثمانية |
| أفضل موسيقى تصويرية | أفضل أغنية |
| - إنيو موريكوني – الحاقدون الثمانية - كارتر بورويل - كارول - الكسندر دسبلات – الفتاة الدانماركية - دانيال بيمبرتون – ستيف جوبز - ريويتشي ساكاموتو وألفا نوتو – العائد                                                                                     | - "Writing's on the Wall" (سام سميث وجيمي نيبس) – طيف - "Love Me like You Do" (ماكس مارتن وسافان كوتيشا وعلي بيامي وتوف لو) – خمسون درجة من جراي - "One Kind of Love" (براين ويلسون وسكوت بينيت) – حب ورحمة - "أراك مرة أخرى (أغنية ويز خليفة)" (دي جي فرانك إي وأندرو سيدار وتشارلي بوث وويز خليفة) – الغضب 7 - "Simple Song #3" (ديفيد لانغ) – شباب |
| أفضل فيلم رسوم متحركة | أفضل فيلم أجنبي (غير ناطق بالإنكليزية) |
| - قلباً وقالباً - أنوماليسا - الديناصور اللطيف - البينوتس - شون ذا شيب | - ''ابن سول (هنغاريا) - العهد الجديد جدًا ‏ (بلجيكا/فرنسا/لوكسمبورغ) - النادي (تشيلي) - المبارز ‏ (فنلندا/ألمانيا/أستونيا) - موستانغ (فرنسا) |

### الأفلام الأكثر ترشيحاً
القائمة التالية لـ16 فيلماً حصلت على ترشيحات متعددة:
| عدد الترشيحات | الأفلام                  |
| ------------- | ------------------------ |
| 5             | كارول                    |
| 4             | ستيف جوبز                |
| 4             | ذا بيج شورت              |
| 4             | العائد                   |
| 3             | غرفة                     |
| 3             | سبوت لايت                |
| 3             | الفتاة الدانماركية       |
| 3             | الحاقدون الثمانية        |
| 3             | المريخي                  |
| 2             | جوي                      |
| 2             | حب ورحمة                 |
| 2             | ماكس المجنون: طريق الغضب |
| 2             | جاسوس                    |
| 2             | كارثة                    |
| 2             | ترامبو                   |
| 2             | صبا                      |

### الأفلام الأكثر فوزاً
القائمة التالية لـ3 أفلام حققوا أكثر من فوز:
| مرات الفوز | الأفلام   |
| ---------- | --------- |
| 3          | العائد    |
| 2          | المريخي   |
| 2          | ستيف جوبز |

## روابط خارجية
- الموقع الرسمي لجائزة غولدن غلوب.
- حفل توزيع جوائز غولدن غلوب الثالث والسبعون في هيئة الإذاعة الوطنية.
- حفل توزيع جوائز الغولدن غلوب الثالث والسبعون على موقع IMDb (الإنجليزية)